# 诺伊堡 (梅克伦堡-前波美拉尼亚州)
诺伊堡（德語：Neuburg）是德国梅克伦堡-前波美拉尼亚州的一个市镇。总面积43.90平方公里，总人口2029人，其中男性1021人，女性1008人（2011年12月31日），人口密度46人/平方公里。